# جزیره سازان
جزیره سازان (به انگلیسی: Sazan) جزیره‌ای کوچک در مرکز ولوره شهرستان ولوره در آلبانیاست.

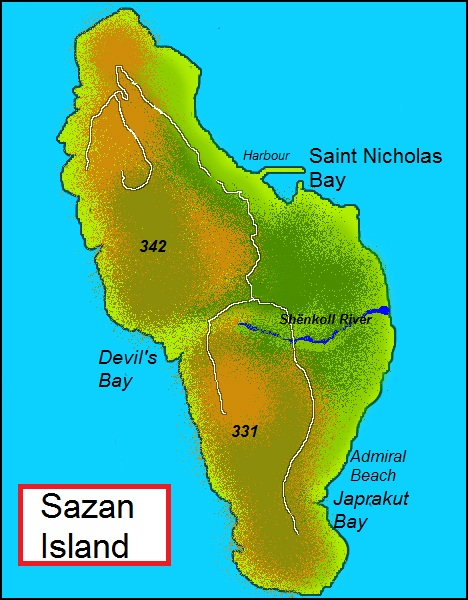

این جزیره بین تنگه اوترانتو و وروی خلیج ولوره واقع شده است و مساحت آن ۵٫۷ کیلومتر مربع است.